# Heinrich Himmler
Heinrich Luitpold Himmler (Munique, 7 de outubro de 1900 – Lüneburg, 23 de maio de 1945) foi um Reichsführer das Schutzstaffel (comandante militar da SS), e um dos principais líderes do Partido Nazi (NSDAP) da Alemanha Nazi. Posteriormente, Adolf Hitler nomeou-o Comandante do Exército de Reserva e General Plenipotenciário para toda a administração do Reich (Generalbevollmächtigter für die Verwaltung). Himmler foi um dos homens mais poderosos da Alemanha Nazi e um dos principais responsáveis diretos pelo Holocausto.
Durante a Primeira Guerra Mundial, Himmler serviu num batalhão de reserva, sendo impedido, assim, de participar mais ativamente neste conflito mundial. Estudou agronomia na escola, e juntou-se ao Partido Nazi em 1923 e, dois anos mais tarde, às SS. Em 1929, foi nomeado Reichsführer-SS por Hitler. Nos 16 anos seguintes, desenvolveu as SS de um simples batalhão de 290 homens, para um grupo poderoso, com a sua própria seção militar, e, de acordo com ordens de Hitler, implementou, e controlou, os campos de concentração nazi. Ficou conhecido por ter boa capacidade de organização, e por selecionar subordinados altamente competentes, como Reinhard Heydrich, em 1931. A partir de 1943, assumiu os cargos de Chefe da Polícia Alemã e Ministro do Interior, supervisionando toda a política interna e externa, e as forças de segurança, incluindo a Gestapo (Polícia Secreta do Estado).
Em nome de Hitler, Himmler criou o Einsatzgruppen e construiu os campos de extermínio. Como facilitador e supervisor dos campos de concentração, Himmler dirigiu à morte de mais de seis milhões de judeus, entre 200 000 e 500 000 ciganos, e outras vítimas; o número total de civis mortos pelo regime é estimado entre 11 e 14 milhões. Muitos deles eram cidadãos polacos e soviéticos.
Perto do final da guerra, Hitler designou Himmler para o comando do Grupo de Exércitos Reno e do Grupo de Exércitos Vístula; contudo, não atingiu os seus objetivos e Hitler substituiu-o nestes cargos. Pouco antes do final da guerra, verificando que estava perdida, tentou encetar conversações de paz com os Aliados sem o conhecimento de Hitler. Ao saber disto, Hitler destituiu-o de todas as suas funções em abril de 1945, e ordenou a sua prisão. Himmler tentou esconder-se, mas foi detido e depois preso pelas forças britânicas, assim que a sua identidade foi descoberta. Enquanto se encontrava detido pelo britânicos, suicidou-se no dia 23 de maio de 1945.

## Primeiros anos
Heinrich Luitpold Himmler nasceu em Munique no dia 7 de outubro de 1900 no seio de uma família de classe média, conservadora e católica. O seu pai, Gebhard Himmler (17 de maio de 1865 – 29 de outubro de 1936), era professor, e a sua mãe, Anna Maria Himmler (nascida Heyder; 16 de janeiro de 1866 – 10 de setembro de 1941), era uma católica devota. Heinrich teve dois irmãos: Gebhard Ludwig (29 de julho de 1898 – 1982) e Ernst Hermann (23 de dezembro de 1905 – 2 de maio de 1945).
O primeiro nome de Himmler, Heinrich, foi uma homenagem ao seu padrinho, o príncipe Heinrich da Baviera, membro da família real bávara, que havia tido Gebhard Himmler como tutor. O seu segundo nome, Luitpold, foi uma homenagem ao príncipe regente, Luitpold da Baviera. Himmler frequentou a escola primária em Landshut, onde o seu pai era o delegado principal. Apesar de ter bom aproveitamento nas disciplinas teóricas, tinha dificuldade nas actividades desportivas. A sua saúde era frágil, sofrendo de problemas de estômago ao longo da sua vida, entre outras doenças. Na sua juventude, treinava diariamente com pesos para ficar mais forte. Alguns colegas seus da escola lembram-no como muito estudioso e estranho no relacionamento social.
O diário de Himmler, o qual começou a escrever a partir dos dez anos de idade, mostra que tinha um especial interesse nos acontecimentos correntes, duelos e a "séria discussão sobre religião e sexo". Em 1915, começou a treinar com o Corpo de Cadetes de Landshut. O seu pai serviu-se das suas ligações à família real para que Himmler fosse aceite como candidato a oficial, e alistou-se no batalhão de reserva do 11.º Regimento de Infantaria Bávara, em Regensburgo, em dezembro de 1917. O seu irmão Gebhard prestou serviço na Frente Ocidental, onde combateu, e recebeu a Cruz de Ferro, acabando por ser promovido a tenente. Em novembro de 1918, com Himmler ainda na recruta, a guerra termina com a derrota da Alemanha, sem lhe dar a oportunidade de se tornar um oficial ou sequer combater. Após a sua saída da tropa em 18 de dezembro, regressa a Landshut.
Depois da guerra, a principal prioridade de Himmler era completar a escola primária, o que acabou por fazer num programa especial para aqueles que tinha prestado serviço militar durante a guerra, e que foi leccionado pelo seu pai. Entre 1919 e 1922, estudou Agronomia na Technische Hochschule de Munique (actual Universidade Técnica de Munique), ao que se seguiu uma breve formação numa quinta tendo ficado doente.
Embora grande parte da legislação que discriminava os não-cristãos — incluindo os judeus e outros grupos minoritários — tenha sido eliminada durante a unificação da Alemanha em 1871, o antissemitismo continuou a existir, não só na Alemanha, mas também em outras partes da Europa. Himmler era antissemita quando entrou para a universidade, mas não era o único; os alunos da sua escola também se afastavam de colegas judeus. Enquanto estudante, manteve-se um devoto católico, e passava muito do seu tempo livre com os seus amigos da fraternidade dos duelos, a "Liga de Apolo", cujo presidente era judeu. Himmler mantinha uma relação educada com ele e outros membros judeus da fraternidade, apesar do seu crescente antissemitismo. Durante o seu segundo ano na universidade, Himmler tentou, de novo, seguir uma carreira militar. Embora não tenha sido bem-sucedido, conseguiu envolver-se nas actividades paramilitares de Munique. Foi por esta altura que conheceu Ernst Röhm, um dos primeiros membros do Partido Nazi e co-fundador das Sturmabteilung (SA; Secções de Assalto). Himmler admirava Röhm porque este era um militar muito condecorado, e porque, por sua sugestão, Himmler juntou-se ao seu grupo nacionalista antissemita, a Bund Reichskriegsflagge (Sociedade da Bandeira da Guerra Imperial).
Em 1922, Himmler viu o seu interesse sobre a "Questão Judaica" aumentar, registando no seu diário um crescente número de observações antissemitas e várias discussões sobre judeus com os seus colegas de turma. As suas leituras da época, de acordo com o seu diário, eram dominadas por panfletos antissemitas, mitos alemães e ocultismo. Depois do assassinato do Ministro dos Negócios Estrangeiros, Walther Rathenau, em 24 de junho, as perspectivas políticas de Himmler direccionaram-se para a direita radical, e fez parte de manifestações contra o Tratado de Versalhes. A hiper-inflação espalhava-se, e os seus pais já não conseguiam educar os seus três filhos. Desapontado por não conseguir seguir uma carreira militar, e por seus pais não terem capacidade financeira para custear seu doutoramento, Himmler foi forçado a aceitar um emprego mal remunerado como vendedor de fertilizantes químicos na firma de Strickstoff, localizada na então Schleissheim, alguns quilômetros ao norte de Munique. Himmler manteve essa posição até o final de 1923, quando foi demitido por sair sem permissão do trabalho, o que já tinha feito outras vezes, para participar do que viria a se tornar o Putsch da Cervejaria.

### Ativismo Nazi
Himmler entrou para o Partido Nazi (NSDAP) em agosto de 1923; o seu número de membro era o 14 303. Como membro da unidade paramilitar de Röhm, Himmler desempenhou um pequeno papel no Putsch de Munique—uma tentativa de golpe de Estado mal-sucedido, liderado por Hitler e pelo NSDAP - como porta-estandarte. Este acontecimento seria o ponto de partida para a vida política de Himmler. Foi questionado pela polícia sobre o seu papel no putsch, mas acabou por não ser acusado de nada por falta de provas. Contudo, perdeu o seu emprego, não conseguiu arranjar trabalho como agrónomo e teve que mudar de residência. Frustrado com todos estes acontecimentos, tornou-se um homem cada vez mais irritável, agressivo e afastado tanto dos seus amigos como da família.
Em 1923–24, Himmler, na procura por um objectivo de vida, abandonou o Catolicismo e centrou a sua atenção no oculto e no antissemitismo. A mitologia germânica, reforçada pelas ideias do oculto, tornaram-se na sua religião. Himmler considerou o NSDAP atractivo por causa das posições políticas que coincidiam com as suas. De início, não se sentiu muito atraído pelo carisma de Hitler ou pelo culto de adoração do Führer. À medida que foi conhecendo melhor Hitler, começou a olhar para ele como alguém com valor no Partido, e, mais tarde, passou mesmo a admirá-lo e a adorá-lo. Para consolidar a sua posição no Partido, e mesmo progredir no seu interior, Himmler aproveitou a situação caótica do NSDAP após a detenção de Hitler na sequência da tentativa de golpe de Estado. A partir de 1924, passou a trabalhar junto de Gregor Strasser como secretário do Partido e assistente de propaganda. Passou a viajar pela Baviera, dando discursos de conteúdo agitador e distribuindo propaganda e livros. Colocado como representante do Partido, por Strasser, na Baixa Baviera, a partir do fim de 1924, ficou responsável por integrar o NSDAP na região, sob a liderança de Hitler, quando o Partido foi re-fundado em fevereiro de 1925.
No mesmo ano, entra para as Schutzstaffel (SS) como SS-Führer (Líder das SS); o seu número de membro era o 168. As SS, inicialmente um grupo integrante das SA, foi formado em 1923 como guarda pessoal de Hitler, sendo re-formada em 1925 como unidade de elite das SA. A primeira posição de liderança de Himmler nas SS foi a de SS-Gauführer (líder distrital) da Baixa Baviera em 1926. Strasser nomeou Himmler delegado-chefe de propaganda em janeiro de 1927. Como era habitual no NSDAP, ele tinha uma considerável liberdade de acção nas suas funções, que aumentaram com o tempo. Começou a recolher estatísticas sobre o número de judeus, maçons e inimigos do Partido, e no seguimento da sua forte necessidade de controlo, desenvolveu uma burocracia muito elaborada. Em setembro de 1927, Himmler transmitiu a Hitler a sua visão de transformar as SS numa unidade de elite leal, poderosa e racial. Convencido de que Himmler era o homem certo para o cargo, Hitler nomeou-o Delegado Reichsführer-SS, com a categoria de SS-Oberführer.
Por esta altura, Himmler entra para a Liga Artamana, um grupo de jovens völkisch. Ali conheceu Rudolf Höss, mais tarde comandante do campo de concentração de Auschwitz, e Richard Walther Darré, cujo livro, Das Bauerntum als Lebensquell der nordischen Rasse (O Agricultor como fonte de vida da Raça Nórdica), chamou a atenção de Hitler, levando-o, mais tarde, a nomeá-lo como Ministro da Alimentação e Agricultura do Reich. Darré era um devoto crente na superioridade da raça nórdica, e a sua filosofia teve uma forte influência em Himmler.

## Ascensão na SS

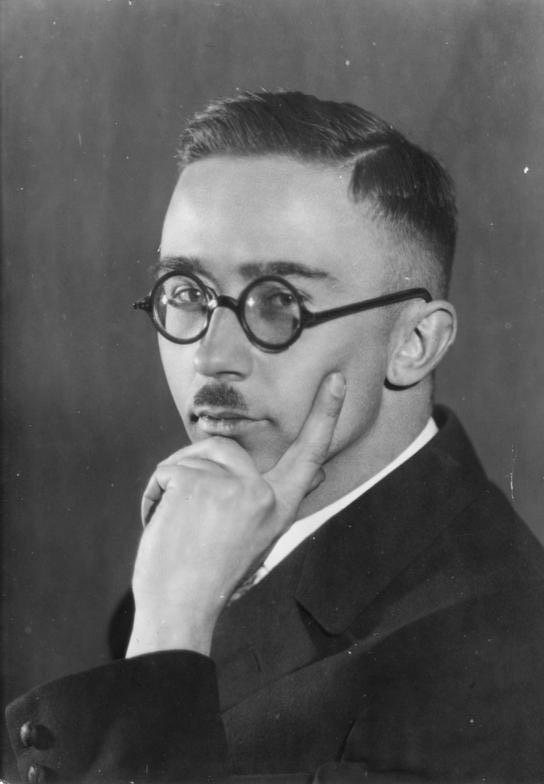
Himmler em 1929, fotografado por Heinrich Hoffmann.

Depois da saída do comandante das SS, Erhard Heiden, em janeiro de 1929, Himmler assumiu a posição de Reichsführer-SS com a aprovação de Hitler; em simultâneo, continuou a cumprir com as suas funções na propaganda. Uma das suas primeiras responsabilidades foi organizar os participantes das SS nos Comícios de Nuremberga em Setembro. Durante o ano seguinte, Himmler transformou as SS passando-a de uma pequena força de 290 homens, para cerca de 3 mil. Em 1930, Himmler conseguiu convencer Hitler a gerir as SS como uma organização independente apesar de, oficialmente, continuar subordinada às SA.
Para ganhar poder político, o NSDAP aproveitou a queda da economia durante a Grande Depressão. O governo de coligação da República de Weimar não conseguiu melhorar a economia e, desta forma, muitos votantes viraram-se para a o outro extremo político, que incluía o NSDAP. Hitler usou a retórica populista, fazendo dos judeus bode-expiatórios, culpando-os pelas dificuldades económicas. Na eleição de 1932, os nazis receberam 37,3% dos votos e 230 lugares no Reichstag. Hitler foi nomeado Chanceler da Alemanha pelo Presidente Paul von Hindenburg em 30 de janeiro de 1933, e liderou uma breve coligação entre o Partido Nazi e o Partido Popular Nacional Alemão. O novo gabinete incluía, de início, apenas três membros do NSDAP: Hitler, Hermann Göring como ministro sem pasta e ministro do Interior para a Prússia, e Wilhelm Frick como ministro do Interior do Reich. Menos de um mês depois, o edifício do Reichstag foi incendiado. Hitler aproveitou a ocasião para forçar Von Hindenburg a assinar o Decreto do Incêndio do Reichstag, o qual suspendia os direitos básicos e permitia detenções sem julgamento. A Lei de Concessão de Plenos Poderes, emitida pelo Reichstag em 1933, atribuiu ao Gabinete — na prática, a Hitler — total poder de legislação, e o país tornou-se, de facto, uma ditadura. Em 1 de agosto de 1934, o gabinete de Hitler redigiu uma lei que estipulava que, após a morte de Von Hindenburg, o cargo de presidente seria abolido, e os seus poderes fundidos com os do chanceler. Von Hindenburg morreu na manhã seguinte, e Hitler passou a acumular as funções de Chefe-de-Estado e do Governo com o título de Führer und Reichskanzler (líder e chanceler).
A subida ao poder do Partido Nazi deu a Himmler, e às SS, uma oportunidade sem limites para crescer. Por volta de 1933, o número de membros das SS ascendia a 52 000. As exigências para se entrar para as SS asseguravam que todos os membros eram arianos Herrenvolk ("Arianos de raça superior"). Os candidatos eram escolhidos pelas suas qualidades nórdicas — nas palavras de Himmler: "como um viveirista, tentando reproduzir uma boa estirpe antiga que foi adulterada; nós começámos pelo princípio da selecção das plantas, e depois passámos, sem escrúpulos, para a limpeza dos homens que achávamos que não serviriam para a constituição das SS". Poucos foram aqueles que apontaram o facto de, pelos seus padrões, Himmler não preencher os seus próprios ideais.
O espírito organizado e metódico de Himmler adequava-se bem ao seu trabalho quando começou a estabelecer novos departamentos dentro das SS. Em 1931, nomeou Reinhard Heydrich para chefiar o novo Serviço de Informação, cuja designação foi alterada para Sicherheitsdienst (SD; Serviço de Segurança) em 1932. Mais tarde nomearia oficialmente Heydrich para seu delegado. Os dois homens tinham uma boa relação de trabalho e respeito mútuo. Em 1933, começaram a retirar as SS do controlo das SA. Juntamente com o ministro do Interior, Frick, esperavam criar uma força policial alemã unificada. Em março de 1933, o Governador do Reich para a Baviera, Franz von Epp, nomeou Himmler para chefe da Polícia de Munique. Himmler escolheu Heydrich para comandante do Departamento IV, a polícia política. No mesmo ano, Hitler promoveu Himmler ao posto de SS-Obergruppenführer, categoria igual à dos comandantes superiores das SA. A partir daqui Himmler e Heydrich assumiram o controlo da polícia política em cada estado; apenas a Prússia era controlada por Göring.
Himmler também criou o Departamento Central de Raça e Colonização (RuSHA: Rasse- und Siedlungshauptamt). Escolheu Darré para seu primeiro chefe, com a categoria de SS-Gruppenführer. A nova organização implementou as políticas raciais e controlava a "integridade racial" dos membros das SS. Os homens das SS eram cuidadosamente seleccionados de acordo com o seu passado racial. Em 31 de dezembro de 1931, Himmler introduziu a "ordem de casamento", a qual exigia aos SS que queriam casar, a elaboração de uma árvore genealógica que demonstrasse que ambas as famílias tinham origens arianas até 1800. Se fossem encontrados alguns antepassados não-arianos em alguma das famílias, o membro em causa era excluído das SS. Para cada membro era emitido um certificado (Sippenbuch), com o registo genealógico detalhando a sua história genética. Himmler esperava que cada casamento SS produzisse pelo menos quatro crianças, criando, assim, um conjunto de potenciais membros superiores das SS. O programa teve resultados desapontantes; menos de 40 por cento dos homens das SS casaram, e tiveram apenas um filho.

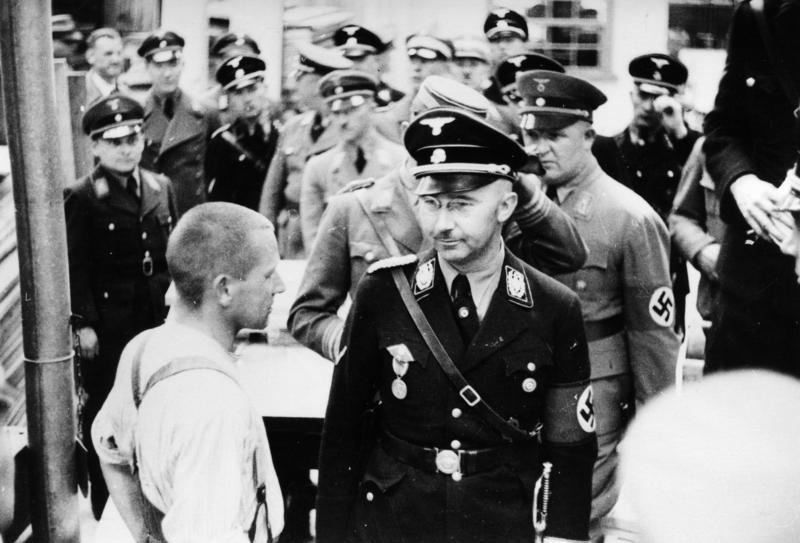
Himmler (ao centro, ao lado de um prisioneiro) em visita ao campo de concentração de Dachau em 1936.

Em março de 1933, menos de três meses depois de os nazis chegarem ao poder, Himmler mandou construir o primeiro campo de concentração em Dachau. Hitler tinha dito que não queria que o campo fosse mais uma prisão ou campo de detenção. Himmler nomeou Theodor Eicke, um indivíduo anteriormente condenado e convicto nazi, para gerir o campo, em junho de 1933. Eicke idealizou um sistema que foi usado como modelo para futuros campos por toda a Alemanha. O sistema incluía o isolamento de pessoas de todo o mundo; chamadas de controlo de prisioneiros e trabalhos detalhados; utilização da força e execuções para obter obediência; e um código de disciplina extremamente exigente para os guardas. Tanto os guardas como os prisioneiros tinham de usar uniformes; os dos guardas tinham o símbolo Totenkopf (caveira) nos colarinhos. No final de 1934, Himmler assumiu o controlo dos campos da responsabilidade das SS, criando uma divisão separada, a SS-Totenkopfverbände.
De início, os campos recebiam adversários políticos; ao longo do tempo, passou a incluir pessoas não-desejadas da sociedade alemã: criminosos, mendigos e depravados também eram colocados nesses campos. Um decreto de Hitler emitido em dezembro de 1937, permitia a prisão de qualquer pessoa considerada pelo regime um membro indesejável da sociedade. Estes incluíam judeus, ciganos, comunistas, e todas aquelas pessoas de qualquer associação cultural, racial, política ou religiosa considerada pelos nazis como sendo Untermensch (sub-humana). Desta forma, os campos tornaram-se um mecanismo de manipulação social e racial. No início da Segunda Guerra Mundial, no outono de 1939, existiam seis campos com cerca de 27 000 prisioneiros; a taxa de mortalidade era elevada.

### Consolidação do poder
No início de 1934, Hitler e outros líderes nazis começaram a ficar preocupados com os rumores de que Röhm estava a planear um golpe de estado. Röhm tinha uma perspectiva socialista e populista, e acreditava que que a verdadeira revolução ainda não tinha começado. Ele achava que as SA — cujo número de elementos ascendia a três milhões, muito acima do exército—deviam ser a única organização armada do estado, e que o exército devia ser integrado nas SA sob a sua liderança. Röhm pressionou Hitler a nomeá-lo para ministro da Defesa, um cargo ocupado pelo general conservador Werner von Blomberg.
Göring tinha criado uma força policial secreta prussiana, a Geheime Staatspolizei ou Gestapo, em 1933, e nomeou Rudolf Diels para seu director. Göring, preocupado com o facto de Diels não ser suficientemente duro para usar a Gestapo de forma eficaz para se contrapor ao poder das SA, passou o seu controlo para Himmler em 20 de abril de 1934. Também nesta data, Hitler escolheu Himmler para chefe de toda a polícia alemã fora da Prússia. Esta medida distanciava-se radicalmente do sistema actual em que as forças policiais eram da responsabilidade do Estado e das autoridades locais. Heydrich, escolhido para chefe da Gestapo por Himmler em 22 de abril de 1934, também continuou como responsável da SD.
Em 21 de junho, Hitler decidiu que Röhm e as chefias das SA tinham de ser eliminadas. Enviou Göring a Berlim, em 29 de junho, para se encontrar com Himmler e Heydrich com o objetivo de planearem a acção. Em Munique, onde Hitler liderou as operações, Röhm foi detido; deu a escolher a Röhm ser fuzilado ou suicidar-se. Quando Röhm se recusou a suicidar-se, foi abatido por dois oficiais das SS. Entre 85 e 200 membros das chefias das SA, e outros adversários políticos, incluindo Gregor Strasser, foram mortos entre 30 de junho e 2 de julho de 1934 nestas ações, que ficaram conhecidas como a Noite das Facas Longas. Com as SA neutralizadas, as SS tornaram-se uma organização independente respondendo apenas a Hitler, a partir de 20 de julho de 1934. O título de Reichsführer-SS de Himmler passou a ser a categoria mais alta da organização, equivalente a marechal-de-campo no exército. As SA foram convertidas numa organização desportiva e de formação.

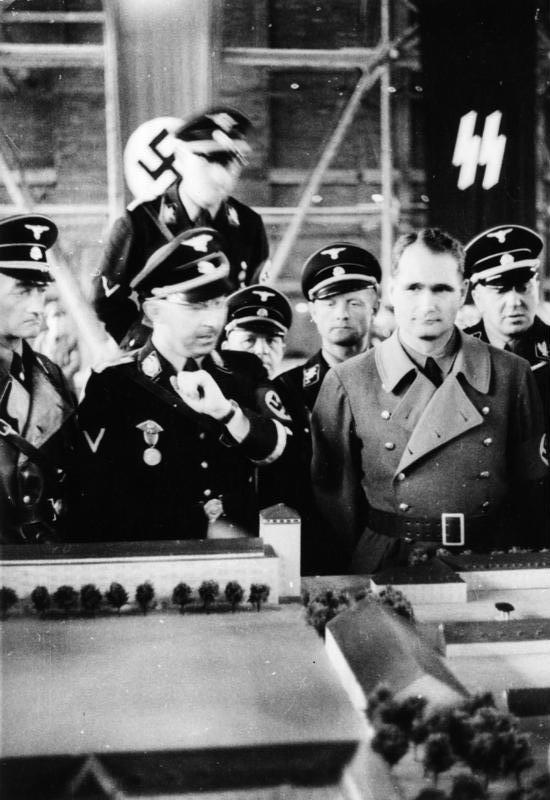
Himmler e Rudolf Hess em Dachau, 1936, a observar um modelo do campo.

Em 15 de setembro de 1935, Hitler levou duas leis — conhecidas como as Leis de Nuremberga — ao Reichstag. As leis proibiam o casamento entre alemães judeus e não-judeus, tal como proibiam o emprego de mulheres não-judias com menos de 46 anos de idade em casas judaicas. As leis também retiravam os benefícios comuns aos cidadãos alemães designados por "não-arianos". Estas leis foram das primeiras medidas baseadas na raça estabelecidas pelo Terceiro Reich.
Himmler e Heydrich queriam aumentar o poder das SS; para isso, pressionaram Hitler a criar uma força policial nacional supervisionada pelas SS, para proteger a Alemanha Nazi contra os seus diversos inimigos da época — reais e imaginários. O ministro do Interior, Frick, também queria uma força policial nacional, mas controlada por ele, e com Kurt Daluege como seu chefe da polícia. Hitler deu instruções para que a decisão final fosse discutida por Himmler e Heydrich com Frick. Himmler e Heydrich tinham um poder de argumentação superior pois estavam do mesmo lado do velho inimigo de Frick, Göring. Heydrich elaborou um conjunto de propostas e Himmler enviou-o para se reunir com Frick. Este, furioso, fala com Hitler, que lhe diz para concordar com as propostas. Frick aceitou e, em 17 de junho de 1936, Hitler decretou a unificação de todas as forças policiais do Reich, nomeando Himmler Chefe da Polícia Alemã. Neste novo cargo, Himmler continuava, oficialmente, subordinado a Frick. Contudo, na prática, a polícia era agora uma divisão das SS e, portanto, independentes do controlo de Frick. Esta nova situação deu a Himmler o controlo operacional sobre todas as forças de investigação da Alemanha. Também ganhou autoridade sobre todas os organismos uniformizados de aplicação das leis, as quais foram integrada na nova Ordnungspolizei (Orpo, "polícia de ordem"), que, por sua vez, se tornou num ramo das SS sob a liderança de Daluege.
Pouco depois, Himmler criou a Kriminalpolizei (Kripo, polícia criminal) para servir de controladora de todas as agências de investigação criminal na Alemanha. A Kripo juntou-se à Gestapo para criar a Sicherheitspolizei (SiPo, polícia de segurança), sob o comando de Heydrich. Em setembro de 1939, no início da Segunda Guerra Mundial, Himmler criou o SS-Reichssicherheitshauptamt (RSHA, Gabinete de Segurança Principal do Reich) para colocar a SiPo (a qual incluía a Gestapo e a Kripo) e o SD debaixo da uma mesma direcção. De novo, foi Heydrich quem assumiu a liderança.

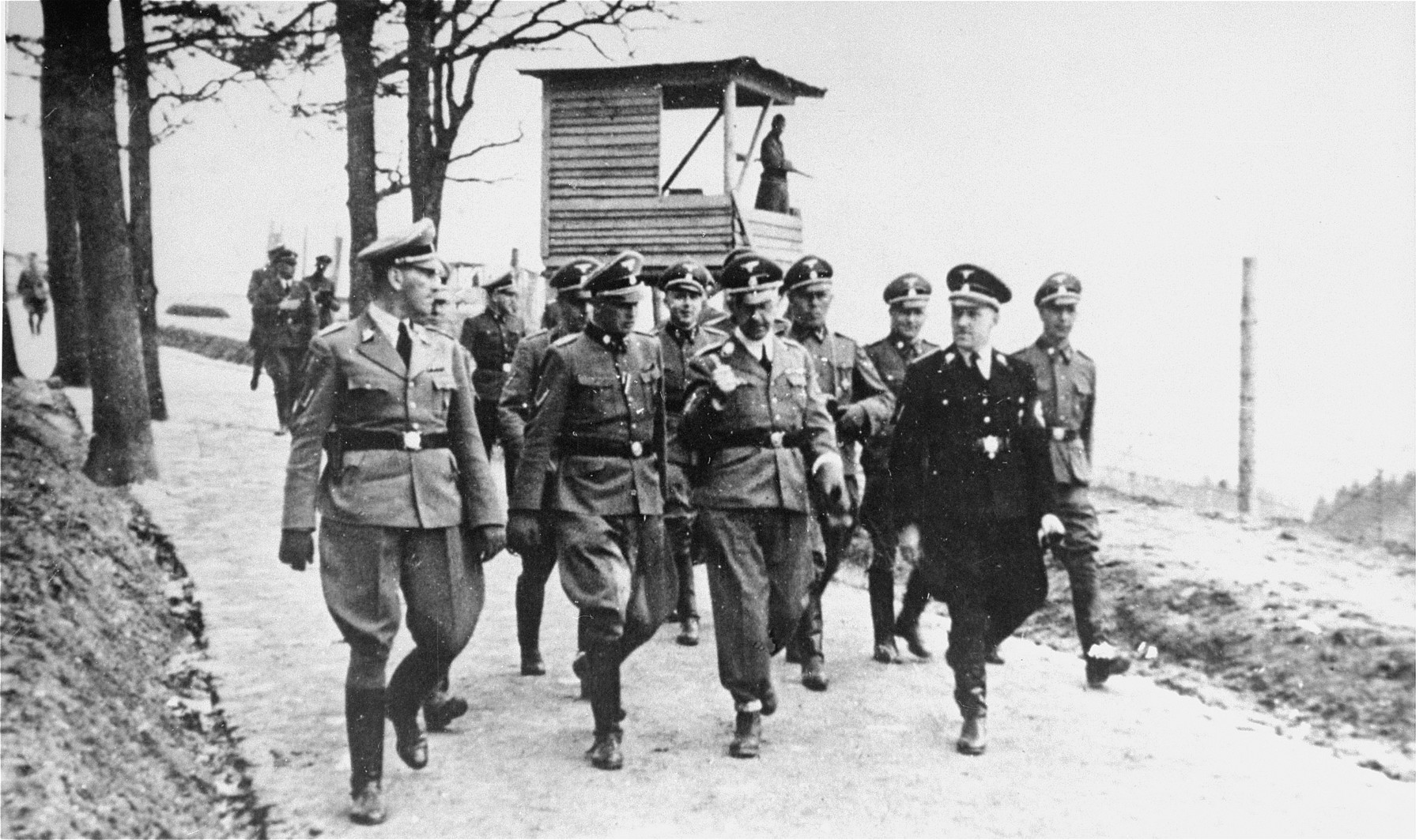
Himmler, Ernst Kaltenbrunner e outros oficiais das SS em visita a Mauthausen em 1941

Sob a chefia de Himmler, as SS desenvolveram o seu braço armado, as SS-Verfügungstruppe (SS-VT), que mais tarde dariam origem às Waffen-SS. Debaixo da liderança de Himmler, as Waffen-SS desenvolveram toda uma estrutura militar de comando e operações. Evoluiu de três regimentos para mais de 38 divisões durante a Segunda Guerra Mundial, servindo ao lado do Heer (exército), sem, no entanto, fazer parte deste.
Para além das suas ambições militares, Himmler elaborou os princípios de uma economia paralela sob a supervisão das SS. Para implementar aqueles princípios, o administrador Oswald Pohl criou a Deutsche Wirtschaftsbetriebe (Empresa Económica Alemã) em 1940. Sob os auspícios do Gabinete Principal das SS para a Economia e Administração, esta holding possuía cooperativas de habitação , fábricas e editoras. Pohl não tinha escrúpulos e depressa começou a explorar as empresas em seu benefício próprio. De forma contrastante, Himmler era honesto no que dizia respeito a questões monetárias e negócios.
Em 1938, na sua preparação para a guerra, Hitler terminou com a aliança alemã com a China, e efectuou um acordo com um mais moderno Japão. No mesmo ano, a Áustria foi unificada com a Alemanha Nazi com a Anschluss, e o Acordo de Munique deu à Alemanha Nazi o controlo sobre a Região dos Sudetas, parte da Checoslováquia. A principal motivação de Hitler para a guerra era a expansão do Lebensraum ("espaço vital") para os povos alemães, que eram considerados racialmente superiores de acordo com a ideologia nazi. Um segundo objectivo era a eliminação daqueles considerados como pertencendo a raças inferiores, em particular os judeus e os eslavos, dos territórios controlados pelo Reich. Entre 1933 e 1938, centenas de milhares de judeus emigraram para os Estados Unidos, Palestina, Reino Unido e outros países. Alguns converteram-se ao Cristianismo.

### Conflitos com a igreja
Para Himmler, uma das principais missões das SS era a de "agir como a vanguarda contra o Cristianismo e restaurar o 'modo de vida germânico'" para a preparação do conflito iminente entre "humanos e sub-humanos". O biografo de Himmler, Peter Longerich, escreveu que, enquanto o movimento nazi, como um todo, se direccionou contra os judeus e os comunistas, "ligando a des-Cristianização à re-Germanização, Himmler forneceu às SS uma missão e um objectivo muito próprios". Himmler opunha-se frontalmente à moralidade sexual e ao princípio da misericórdia cristãs", ambas as quais ele achava serem obstáculos perigosos à sua batalha planeada contra os "sub-humanos". Em 1937, Himmler afirmou:
Vivemos numa época de conflito com o Cristianismo. Faz parte da missão das SS dar ao povo alemão, no próximo meio século, as bases ideológicas para o não-Cristianismo, para modelar e orientar as suas vidas. Esta tarefa não consiste meramente em ultrapassar um adversário ideológico, pois tem de ser acompanhada, em todos os passos, por um ímpeto positivo: neste caso, significa a reconstrução do legado Germânico no sentido mais lato do termo.

## Segunda Guerra Mundial
Quando Hitler e os chefes dos seus exércitos pediram um pretexto para a invasão da Polónia em 1939, Himmler, Heydrich e Heinrich Müller planearam e levaram a cabo um projecto de bandeira falsa com o nome de código Operação Himmler. Soldados alemães vestiram-se com o uniforme polaco e realizaram alguns ataques com o intuito de sugerir que se tratava de um ataque da Polónia contra a Alemanha. Os incidentes foram utilizados napropaganda nazi para justificar a invasão daquele país, acto que marcou o início da Segunda Guerra Mundial. No começo da guerra contra a Polônia, Hitler autorizou a morte de civis polacos, incluindo judeus e e cidadãos de etnia polaca. Os Einsatzgruppen (grupos de intervenção das SS) tinham sido criadas por Heydrich para controlar os documentos e os gabinetes governamentais nas zonas tomadas pelos alemães antes da Segunda Guerra Mundial. Autorizados por Hitler, sob a coordenação de Himmler e Heydrich, as unidades dos Einsatzgruppen — agora designadas por esquadrões da morte — seguiram o Heer (exército terrestre) na invasão da Polónia, e por volta do final de 1939 já tinham executado 65 000 intelectuais e outros civis. As milícias e as unidades do Heer também participaram nos assassinatos. Sob as ordens de Himmler, com base no RSHA, estes esquadrões também tinham a missão de reunir os judeus, e outros, para os colocar em guetos e campos de concentração.

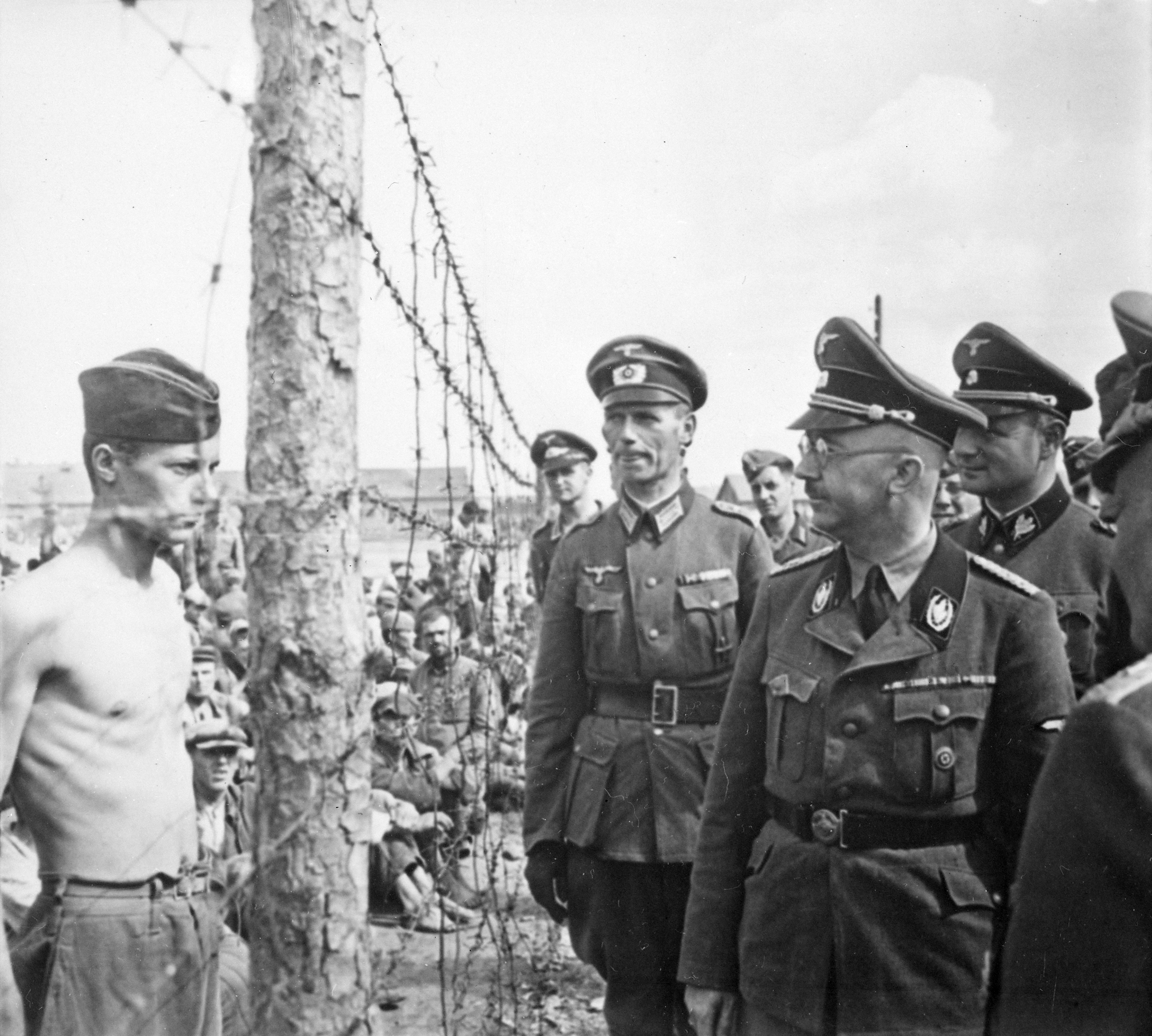
Himmler inspecciona um campo de prisioneiros de guerra na Rússia, c.1941

Depois da Polónia, a Alemanha invadiu a Dinamarca e a Noruega, os Países Baixos e a França, e começou a bombardear a Inglaterra para uma futura invasão. Em 21 de junho de 1941, um dia antes da invasão da União Soviética, Himmler deu instruções para a elaboração do Generalplan Ost (Plano Geral para o Leste); o plano foi finalizado em julho de 1942. Estabelecia a tomada dos territórios dos Estados Bálticos, Polónia, Ucrânia Ocidental e Bielorrússia, e a colocação de 10 milhões de cidadãos alemães nesses territórios. Os atuais residentes — cerca de 31 milhões de pessoas — seriam expulsos para Leste, onde passariam fome, ou utilizados como mão-de-obra forçada. O plano aumentava a fronteira alemã em mil quilómetros para leste. Himmler esperava que o plano demorasse entre vinte e trinta anos para ser cumprido, a um custo de 67 mil milhões de Reichsmarks. Himmler afirmava abertamente que: "É uma questão de existência, o que implica uma luta racial muito severa, no decurso da qual perecerão entre 20 e 30 milhões de eslavos e judeus em acções militares e na falta de alimentos".
Himmler declarou que a guerra a leste era uma cruzada pan-europeia para defender os valores tradicionais da velha Europa das "hordas ímpias bolcheviques". Lutando constantemente para recrutar pessoal para a Wehrmacht, Himmler resolveu o problema criando unidades Waffen-SS compostas por grupos de etnia alemã dos Balcãs e da Europa Oriental. Igualmente vitais eram os recrutas dos povos considerados alemães da Europa do Norte e da Europa Ocidental, nomeadamente dos Países Baixos, Noruega, Bélgica, Dinamarca e Finlândia. A Espanha e a Itália também foram países de origem de recrutas paras as unidades Waffen-SS. De entre os países ocidentais, o número de voluntários variou entre os 300 da Suécia e da Suíça, e os 25 000 dos Países Baixos. Do leste, o maior número de homens veio da Lituânia (50 000) e o mais baixo da Bulgária (600). Após 1943, muitos dos homens eram recrutados à força. O desempenho das unidades das Waffen-SS do leste estava, no geral, abaixo da média.
No final de 1941, Hitler escolheu Heydrich para Delegado Protector do Reich para o recém-criado Protetcorado da Boémia e Morávia. Heydrich começou a classificar racialmente os checos, deportando-os para campos de concentração. Membros da crescente resistência foram executados, o que fez de Heydrich receber a alcunha de "o Carniceiro de Praga". Esta nomeação reforçou a colaboração entre Himmler e Heydrich, e aquele estava orgulhoso em ter o controlo sobre o estado. Apesar de ter acesso directo a Hitler, a lealdade de Heydrich a Himmler manteve-se inalterada.
Com a autorização de Hitler, Himmler restabeleceu os Einsatzgruppen para liderar a planejada invasão da União Soviética. Em março de 1941, Hitler dirigiu-se aos líderes dos seus exércitos informando a sua intenção de esmagar o Império Soviético e destruir a cúpula das organizações bolcheviques. A sua directiva especial, "Linhas Orientadoras das Esferas Especiais - Directiva N.º. 21 (Operação Barbarossa)", estabelecia: "Nas áreas operacionais do exército, o Reichsführer-SS recebeu tarefas específicas sob as ordens doFührer, de maneira a preparar a administração política. Estas orientações têm origem no último combate que se avizinha entre os dois sistemas políticos opostos. No âmbito destas tarefas, o Reichsführer-SS irá agir de forma independente e à sua inteira responsabilidade". Desta forma, Hitler pretendia evitar fricções internas tal como aquela que tinha ocorrido anteriormente aquando da invasão da Polônia em 1939, quando vários generais do exército tentaram levar a tribunal os líderes dos Einsatzgruppen pelas execuções que tinham cometido.
Ao seguir o exército na invasão da União Soviética, os Einsatzgruppen juntaram e mataram judeus e outros cidadãos considerados indesejáveis pelo estado nazi. Hitler recebia relatórios com frequência. A acrescentar, cerca de 2,8 milhões de prisioneiros de guerra soviéticos morreram de fome, maus tratos ou execuções em apenas oito meses entre 1941–42. Ao longo da guerra, cerca de meio milhão de prisioneiros de guerra soviéticos morreram ou foram executados nos campos de concentração nazis; muitos deles foram mortos nas câmaras de gás. No início de 1941, no seguimento de ordens de Himmler, foram construídos dez campos de concentração nos quais os prisioneiros eram sujeitos a trabalhos forçado. Judeus de toda a Alemanha e de territórios ocupados, eram deportados para os campos ou para os guetos. À medida que os alemães eram expulsos de Moscovo em dezembro de 1941, marcando o fracasso da invasão da União Soviética, Hitler e outros oficiais nazis aperceberam-se de que as deportações em massa para o leste já não eram possíveis. Como resultado, em vez de deportados, muitos judeus na Europa eram logo executados.

## O Holocausto

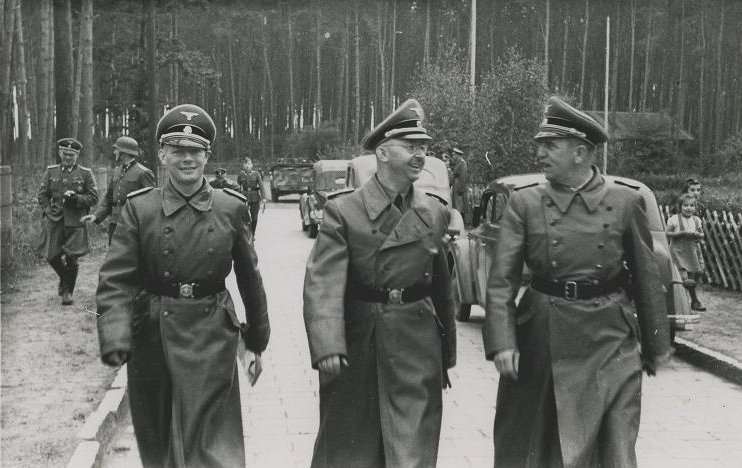
Himmler (no centro) visitando o campo de concentração de Heidelager, em Dębica, na Polônia, em 1943

As políticas raciais nazistas, incluindo a ideia de que aquelas pessoas consideradas como racialmente inferiores não tinham direito a viver, datam dos primeiros dias do partido; Hitler discute esta ideia em Mein Kampf. Por altura da declaração de guerra aos Estados Unidos em dezembro de 1941, Hitler decidiu, por fim, que os judeus da Europa deviam ser "exterminados". Heydrich organizou uma reunião, em 20 de janeiro de 1942, em Wannsee, um subúrbio de Berlim. Com a presença de oficiais superiores nazis, a reunião serviu para delinear os planos para a "solução final da questão judaica". Heydrich descreveu como é que aqueles judeus aptos para trabalhar trabalhariam até à morte; os incapazes para o trabalho seriam mortos de imediato. Heydrich calculou que o número de judeus a abater seria de onze milhões, e disse aos presentes na conferência que Hitler tinha nomeado Himmler para coordenar o plano.
Em junho de 1942, Heydrich foi assassinado em Praga em uma operação liderada por Jozef Gabčík e Jan Kubiš, membros do exército checoslovaco no exílio que tinha sido treinado pelo Special Operations Executive britânico. Durante os dois serviços fúnebres, Himmler tomou conta dos dois jovens filhos de Heydrich, sendo ele orador principal dos elogios fúnebres em Berlim. Em 9 de junho, depois de discussões com Himmler e Karl Hermann Frank, Hitler ordenou represálias brutais pela morte de Heydrich. Mais de treze mil pessoas foram presas, e a vila de Lidice foi totalmente destruída; os seus habitantes masculinos e todos os adultos da vila de Ležáky foram mortas. Cerca de 1 300 pessoas foram executadas por pelotões de fuzilamento. Himmler assumiu a liderança do RSHA e acelerou o ritmo da matança de judeus com a Aktion Reinhard (Operação Reinhard). Deu instruções para a construção dos primeiros campos de extermínio da Aktion Reinhardem Bełżec, Sobibor e Treblinka.

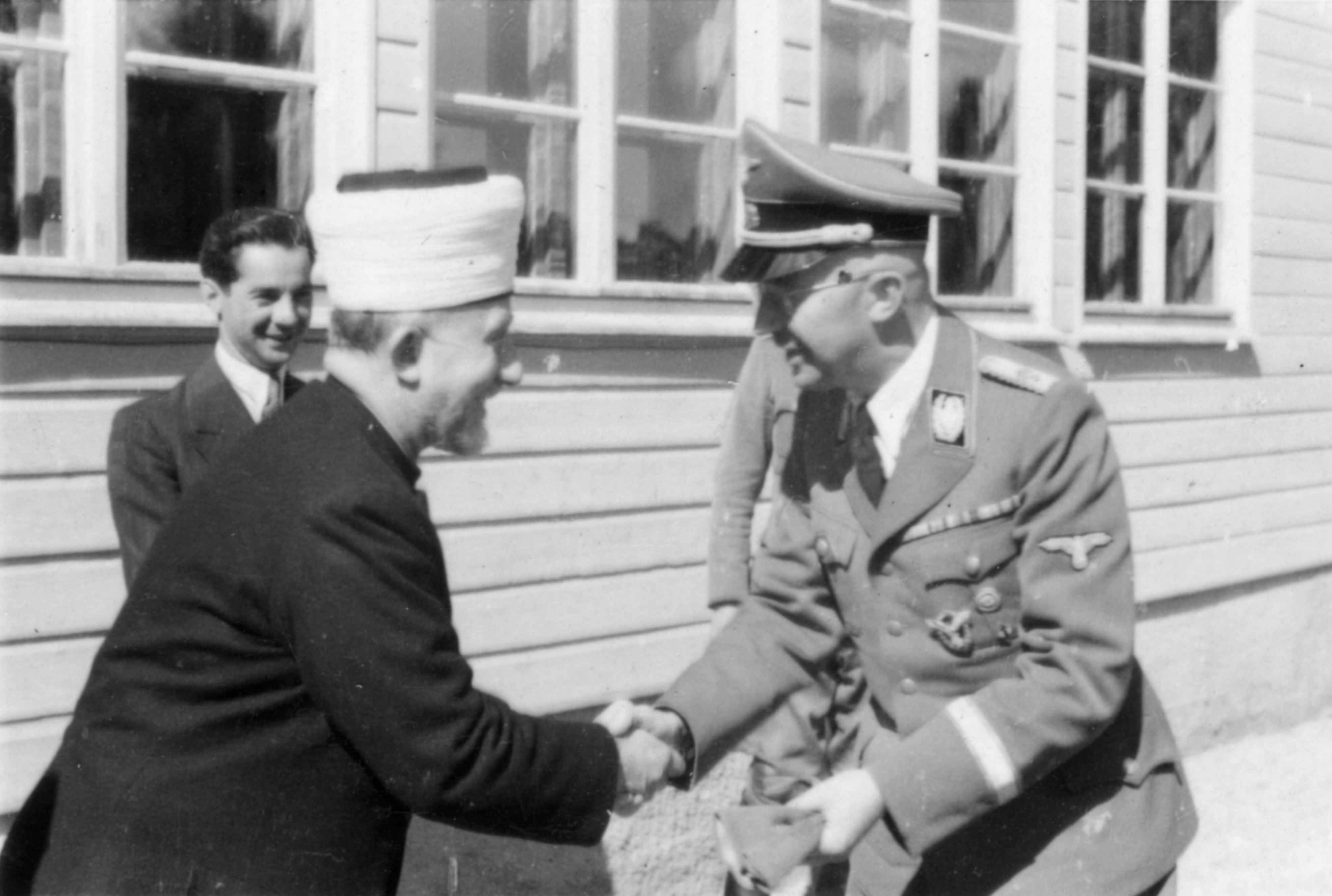
Himmler, com Amin al Husseini, em 1943

Inicialmente, as vítimas eram mortas dentro de carrinhas de gás ou por pelotões de fuzilamento, mas estes métodos mostraram-se impraticáveis para uma operação de grande escala. Em agosto de 1941, Himmler assistiu à execução de 100 judeus em Minsk. Atordoado e nauseado pela experiência, ficou preocupado com o impacto que estas acções podiam ter na saúde mental dos seus homens das SS. Decidiu, então, procurar outros métodos alternativos de execuções. Assim, no início de 1942, o campo de Auschwitz foi significativamente expandido, incluindo a construção de câmaras de gás, onde as vítimas eram mortas com o pesticida Zyklon B. No final da guerra, pelo menos 5,5 milhões de judeus tinham sido mortos pelo regime nazi; alguns estimam aquele valor em 6 milhões. Himmler visitou o campo de Sobibor no início de 1943, altura em que já tinham sido executadas 250 000 pessoas só naquele campo. Depois de assistir a uma sessão de gaseamento, promoveu 28 membros de Sobibor, e ordenou o cancelamento das execuções. Numa revolta em Outubro, os prisioneiros mataram quase todos os guardas e pessoal das SS, e 300 deles conseguiram fugir. Cerca de 200 conseguiram escapar e outros juntaram-se a unidades da resistência da zona. Os restantes foram mortos. Em dezembro de 1943, o campo foi desmantelado.
Himmler foi um dos principais arquitetos do Holocausto, usando a sua profunda crença na ideologia racista nazi para justificar o assassinato de milhões de pessoas. Os nazis planearam matar intelectuais polacos e limitar os não-alemães do Governo Geral e dos territórios conquistados a um mínimo de quatro anos de escolaridade. Os nazis queriam criar uma raça superior de arianos do Norte de raça pura na Alemanha. Como agrónomo e fazendeiro, Himmler estava a par dos princípios da criação selectiva, a qual ele propunha aplicar aos humanos. Ele acreditava que podia alterar as características da população alemã, por exemplo, através da  eugenia, para terem aparência nórdica em poucas décadas depois do fim da guerra.

### Discurso de Posen
Em 4 de outubro de 1943, durante uma reunião secreta com oficiais de topo das SS na cidade de Poznań (Posen), e a 6 do mesmo mês, num discurso à elite do partido — os líderes das Gau e do Reich — Himmler referiu-se, de forma explícita, ao "extermínio" (em alemão: Ausrottung) do povo judeu. Excerto do discurso de 4 de Outubro:

Aqui entre nós devemos confessar com franqueza - mas nunca o mencionaremos em público - que, tal como, em 30 de Junho de 1934 nao hesitámos em cumprir o dever que nos ordenaram de encostar à parede camaradas trânsfugas e de fuzilá-los, nunca falámos desse caso, também nunca falaremos deste. Refiro-me à eliminação dos judeus, ao extermínio da raça judaica. É uma dessas coisas de que é fácil falar - «A raça judia está a ser exterminada...é o nosso programa e estamos a cumpri-lo.» E depois aparecem oitenta milhões de bons alemães e cada um deles possui o seu judeu bonzinho. Claro, os outros são vérmina, mas aquele judeu particular, nosso conhecido, é um excelente sujeito... A maior parte de vós deve saber qual o aspecto de cem cadáveres estendidos lado a lado, ou de quinhentos, ou até mil. Ter abatido essa gente toda de uma só vez (pondo de parte as excepções motivadas pela fraqueza humana) e mantermo-nos pessoas decentes foi isso que nos fortaleceu. Essa é uma página de glória como nunca foi escrita nem voltará a escrever-se na nossa história.

O objetivo de Hitler ao autorizar os discursos de Himmler era garantir que todos os líderes do partido ficassem a par destes planos e acções. Deste modo seria impossível a eles, mais tarde, negarem qualquer conhecimento das mortes. Sabendo que os Aliados tinham referido que iriam levar a tribunal aqueles alemães que tinham cometido crimes de guerra, Hitler tentou ganhar a lealdade e o silêncio dos seus subordinados tornando-os cúmplices do planeado genocídio.

### Germanização
No papel de Comissário do Reich para a Consolidação da Nacionalidade (RKFDV) com o incorporado VoMi, Himmler encontrava-se profundamente envolvido no programa de germanização para o Leste, em particular para a Polónia. Tal como estabelecido no Plano Geral para o Leste, o objectivo era escravizar, expulsar ou exterminar a população local e transformar o território em Lebensraum ("espaço para viver") para o Volksdeutsche (alemães étnicos). Himmler continuou os seus planos de colonização a leste, mesmo quando muitos alemães se mostraram relutantes em irem viver para lá, e apesar dos efeitos negativos no esforço de guerra.
Os agrupamentos raciais de Himmler tiveram início com a Volksliste, a classificação de pessoas consideradas de sangue alemão. A lista incluía alemães que tinham colaborado com a Alemanha antes da guerra, e também aqueles que se consideravam alemães mas que tinham uma posição neutra; aqueles que eram parcialmente polacos mas que podiam ser "germanizados"; e alemães que tinham nacionalidade polaca. Himmler deu ordem para que aqueles que se recusassem a ser classificados como alemães étnicos fossem deportados para campos de concentração, os seus filhos retirados ou irem para trabalhos forçados. A crença de Himmler em que "está na natureza do sangue alemão resistir", levou à sua conclusão de que os bálticos e os eslavos que resistiram à germanização eram os mais compatíveis com os racialmente superiores. Ele declarou que não se perderia, ou deixaria para trás, uma gota do sangue alemão que pudesse misturar com uma "raça exterior".
O plano também incluía o rapto de crianças da Europa de Leste. Himmler insistiu:

Obviamente que em tal mistura de pessoas, haverá sempre alguns tipos raciais que se aproveitam. Desta forma, penso que é o nosso dever tirar-lhes as suas crianças; retirá-las do seu ambiente, se necessário roubando-as. Das duas uma: ou somos vitoriosos sobre qualquer sangue que podemos usar para nós próprios e dar-lhe um lugar entre o nosso povo, ... ou destruiremos aquele sangue.

As crianças "racialmente valiosas" deviam ser afastadas de qualquer contato com os polacos, e criadas como alemãs, com nomes alemães. Himmler declarou: "Acima de tudo temos fé neste nosso próprio sangue, que fluiu para uma nacionalidade estrangeira através das vicissitudes da história alemã. Estamos convencidos que a nossa própria filosofia e ideais se repercutirão no espírito daquelas crianças que, racialmente, nos pertencem." As crianças seriam adotadas por famílias alemãs. Aquelas crianças que foram de início reunidas e mais tarde rejeitadas, foram levadas para um gueto em Łódź, onde, no final, muitas acabariam por morrer.
Em janeiro de 1943, Himmler registou que 629 000 alemães étnicos tinham sido recolocados; no entanto, muitos deles não foram viver para as tão esperadas quintas, mas sim em campos ou abrigos temporários em cidades. Meio milhão de residentes dos territórios polacos anexados, tal como da Eslovénia, Alsácia, Lorena ou Luxemburgo, foi deportado para o Governo Geral ou enviado para a Alemanha para trabalho escravo. Himmler deu instruções para que a nação alemã olhasse para os trabalhadores estrangeiros trazidos para a Alemanha como um perigo ao seu sangue alemão. Segundo as leis raciais alemãs, as relações sexuais entre alemães e estrangeiros estavam proibidas por serem consideradas como Rassenschande (contaminação racial).

## Conspiração de 20 de julho
Em 20 de julho de 1944, um grupo de oficiais alemães liderados por Claus von Stauffenberg, incluindo alguns das hierarquias mais altas das forças armadas alemãs, tentaram assassinar Hitler, sem resultado. No dia seguinte, Himmler organizou uma comissão especial que deteve mais de cinco mil suspeitos e oponentes ao regime conhecidos. Hitler deu ordens para se efectuarem represálias brutais que resultaram na execução de mais de 4 900 pessoas. Embora Himmler tenha ficado embaraçado por não ter conseguido detectar a conspiração, viu os seus poderes e autoridade aumentados.
O general Friedrich Fromm, comandante-chefe do Exército de Reserva (Ersatzheer) e imediato superior de Stauffenberg, foi um dos implicados na conspiração. Hitler retirou Fromm do seu posto e nomeou Himmler como seu sucessor. Como o Exército de Reserva consistia de dois milhões de homens, Himmler viu uma oportunidade para preencher alguns lugares com membros das Waffen-SS. Escolheu Hans Jüttner, director do Gabinete Principal da Liderança das SS, para seu delegado, e começou a preencher alguns postos do Exército de Reserva com homens das SS. Em novembro de 1944, Himmler já tinha juntado o departamento de recrutamento de oficiais do exército com o respectivo das Waffen-SS, conseguindo ainda um aumento nas quotas de recrutamento para as SS.
Por esta altura, Hitler nomeou Himmler Ministro do Interior e Plenipotenciário Geral da Administração (Generalbevollmächtigter für die Verwaltung). Em agosto de 1944, Hitler autorizou-o a reestruturar a organização e a administração das Waffen-SS, o exército e os serviços policiais. Como chefe máximo do Exército de Reserva, Himmler era agora responsável pelos prisioneiros de guerra. Acrescia ainda a responsabilidade sobre sistema penal da Wehrmacht, e o controlo do desenvolvimento do armamento da Wehrmacht até janeiro de 1945.

## Comandante militar
Em 6 de junho de 1944, as forças Aliadas desembarcaram no Norte da França durante a Operação Overlord. A reacção alemã foi a criação do Grupo de Exército dos Alto-Reno (Heeresgruppe Oberrhein)  para fazer frente ao avanço do 7.º Exército dos Estados Unidos (chefiado pelo general Alexander Patch) e do 1.º Exército francês (liderado pelo general Jean de Lattre de Tassigny) na região da Alsácia ao longo margem ocidental do Reno. No final de 1944, Hitler nomeou Himmler comandante-e-chefe do Grupo de Exércitos do Alto-Reno.
Em 26 de setembro de 1944, Hitler ordenou a Himmler que criasse várias unidades especiais do exército, os Volkssturm ("Exércitos do Povo"). Todos os homens com idades compreendidas entre os 16 e os 60 anos seriam recrutados para esta milícia, decisão que teve os protestos do Ministro do Armamento Albert Speer, o qual notou que estavam a ser retirados trabalhadores especializados da produção de armamento. Hitler acreditava que podiam ser recrutados seis milhões de homens, e que as novas unidades iriam "dar início a uma guerra do povo contra o invasor". Estas esperanças eram por demais optimistas. Em outubro de 1944, crianças com 14 anos de idade estavam a ser recrutadas. Por causa da falta de armamento e equipamento, e da falta de treino, os membros dos Volkssturm não estavam minimamente preparados para o combate, e cerca de 175 000 deles perderam a vida nos últimos meses da guerra.
No dia 1 de janeiro de 1945, Hitler e os seus generais lançaram a Operação Nordwind (Unternehmen Nordwind). O objectivo era abrir caminho através das linhas do 7.º Exército dos Estados Unidos e do 1.º Exército da França, para dar apoio as forças que atacavam a sul na ofensiva das Ardenas, a última grande ofensiva alemã da guerra. Após algumas vitórias iniciais dos alemães, os americanos bloquearam a ofensiva. Em 25 de janeiro, a operação alemã terminou oficialmente.
Em 25 de janeiro de 1945, apesar da falta de experiência militar de Himmler, Hitler escolheu-o para comandante do recém-formado Grupo de Exércitos Vístula (Heeresgruppe Weichsel) para travar a ofensiva no Vistula–Oder do Exército Vermelho na região da Pomerânia. O general dos Panzer Heinz Guderian considerou a nomeação de Himmler como uma "idiotice" e os oficiais escolhidos para organizar a defesa como "de uma forma geral incapazes de desempenhar as suas funções". Sabendo que Himmler iria necessitar de toda a ajuda possível, Guderian escolheu o general Walther Wenck, um oficial com experiência, para chefe do pessoal. Himmler estabeleceu o seu centro de comando em Schneidemühl, utilizando o seu comboio especial, Sonderzug Steiermark, como quartel-general. O comboio dispunha apenas de uma linha telefónica, mapas inadequados, e não tinha rádio para comunicar com os seus oficiais. Himmler mal saía do comboio, trabalhava cerca de quatro horas por dia, era massajado diariamente antes de começar o dia de trabalho, e tomava um pequeno-almoço demorado. A Operação Solistício (Unternehmen Sonnenwende), um ataque alemão a partir da Pomerânia contra o flanco norte da 1.ª Frente Bielorrussa do marechal soviético Gueorgui Jukov, teve início em 16 de fevereiro de 1945, mas pouco sucesso teve contra o 61.º Exército de Pavel Alexeyevich Belov e o 2.º Exército de Tanques de Guarda de Semyon Bogdanov. Jukov reagiu ao ataque alemão enviando dois exércitos de tanques. Em cinco dias, os tanques do Exército Vermelho chegaram ao Báltico, cercando as forças alemãs, que pensavam poder escapar por via marítima. Himmler não conseguiu elaborar um plano viável para completar os seus objectivos militares. Debaixo da pressão de Hitler que contestava o agravamento da situação militar, Himmler ficou ansioso e incapaz de lhe enviar relatório coerentes.
Hitler não queria aceitar o fato de a sua escolha de Himmler para o cargo de comandante tinha sido inadequada. Depois de uma intensa troca de argumentos com Guderian, que insistiu numa alteração no comando do Grupo de Exércitos Vístula, Hitler nomeou Wenck para o quartel-general de Himmler para passar a comandar uma contra-ofensiva; Hitler observou ainda que não era possível mobilizar as tropas necessárias para o plano de Guderian que consistia em atacar a partir de duas regiões vizinhas. Como o contra-ataque contra o avanço soviético fracassou, Hitler responsabilizou Himmler pessoalmente, e acusou-o de não seguir as ordens. A passagem Himmler pelo comando terminou em 20 de março, quando Hitler o substituiu-o pelo general Gotthard Heinrici. Por esta altura, Himmler, que se encontrava a receber atenção médica desde 18 de fevereiro, fugiu para um sanatório em  Hohenlychen. Hitler enviou Guderian em licença médica forçada, e passou o seu posto de comandante-em chefe a Hans Krebs em 29 de março. O fracasso de Himmler e a resposta de Hitler, marcou uma séria deterioração no relacionamento entre os dois homens. O conjunto de pessoas em quem Hitler confiava estava a diminuir consideravelmente.

### Negociações de paz
No início de 1945, o esforço de guerra alemão encontrava-se à beira da ruptura e a relação entre Himmler e Hitler tinha-se deteriorado. Himmler considerou, por si próprio, negociar um acordo de paz. O seu massagista, Felix Kersten, que tinha ido viver para a Suécia, serviu de intermediário nas negociações com o conde Folke Bernadotte, chefe da Cruz Vermelha. Foram trocadas cartas entre os dois homens, e foram marcadas reuniões por Walter Schellenberg do RSHA.
Himmler e Hitler encontraram-se pela última vez em 20 de abril de 1945 — o aniversário de Hitler — em Berlim, e Himmler jurou total lealdade a Hitler. Numa reunião de natureza militar nesse dia, Hitler informou que não sairia de Berlim, apesar do avanço soviético. Tal como Göring, Himmler deixou a cidade rapidamente após a reunião. Em 21 de abril, Himmler esteve com Norbert Masur, um representante sueco do Congresso Mundial Judeu, para discutir a libertação de prisioneiros judeus dos campos de concentração. Como resultado desta negociação, cerca de 20 000 pessoas foram libertadas durante a Operação Autocarros Brancos. Durante as negociações, Himmler justificou, falsamente, que o crematório tinha sido construído para cremar os mortos que tinham sido vítimas de uma epidemia de tifo. Também afirmou que os campos de  Auschwitz e Bergen-Belsen tinham altas taxas de sobrevivência, mesmo quando estas locais foram libertados e se tornou óbvio que as afirmações eram falsas.
Dois dias mais tarde, Himmler encontrou-se pessoalmente com Bernadotte no consulado sueco em Lübeck. Apresentando-se como o líder provisório da Alemanha, transmitiu a ideia de que Hitler estaria morto dentro de alguns dias. Esperando que os americanos e os britânicos lutassem juntamente com os soviéticos contra o que restava da Wehrmacht, Himmler pediu a Bernadotte que informasse o general Dwight Eisenhower que a Alemanha desejava render-se ao Ocidente. Bernadotte pediu a Himmler que passasse a escrito a sua proposta, e Himmler agradeceu.
Porém, Göring enviou um telegrama algumas horas antes a solicitar a tomada do poder do Reich — um pedido que Hitler, sob a influência de Martin Bormann, interpretou como uma ordem para ele renunciar ao cargo ou sofreria um golpe de estado. Em 27 de abril, o representante das SS de Himmler da sede de Berlim, Hermann Fegelein, foi descoberto em roupas civis preparando-se para desertar; foi detido e levado para o Führerbunker. Na noite de 28 de abril, a BBC transmitiu um relatório da Reuters acerca da tentativa de negociação de Himmler com os Aliados ocidentais. Hitler, que sempre acreditou que Himmler era o mais leal logo a seguir a Joseph Goebbels — chamando Himmler de "der treue Heinrich" (o leal Heinrich) — teve um ataque de fúria sobre a sua aparente traição. Hitler disse àqueles que ainda se encontravam com ele no bunker que o acto de Himmler foi a pior traição que ele recebeu e ordenou a sua detenção. Fegelein foi a tribunal marcial e executado.
Ao mesmo tempo, os soviéticos já tinham avançado para Potsdamer Platz, a apenas 300 m da Chancelaria do Reich, preparando-se para o ataque final ao edifício. Esta situação e a traição de Himmler, levaram Hitler a escrever o seu testamento. Nele, escrito em 29 de abril — um dia antes do seu suicídio — Hitler declarou que Himmler e Göring eram traidores. Retirou todos os gabinetes a Himmler e expulsou-o do Partido Nazi.
Hitler nomeou o Grande Almirante Karl Dönitz para seu sucessor. Himmler encontrou-se com Dönitz em Flensburg e ofereceu-se para seu segundo-no-comando. Afirmou que tinha direito a uma posição no governo interino de Dönitz como Reichsführer-SS, acreditando que as SS estariam em boa posição de restaurar e manter a ordem depois da guerra. Dönitz rejeitou, por várias vezes, as propostas de Himmler, e iniciou negociações com os Aliados. Escreveu uma carta em 6 de maio — dois dias antes da rendição alemã — destituindo formalmente Himmler de todos os seus cargos.

## Captura e suicídio

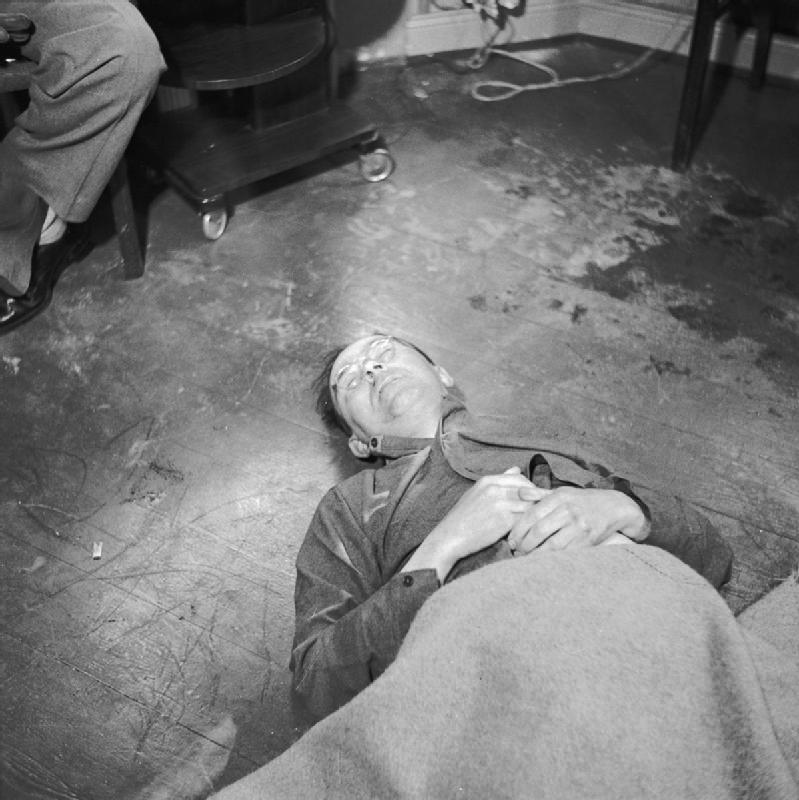
Corpo de Himmler após o suicídio com veneno em maio de 1945

Rejeitado pelos seus camaradas e procurado pelos Aliados, Himmler tentou esconder-se. Apesar de não ter preparado a sua fuga, equipou-se com um livro de pagamentos falsificado, sob o nome de sargento Heinrich Hitzinger. Com um pequeno grupo de companheiros, dirigiu-se para Friedrichskoog em 11 de maio, sem um destino final definido. Continuaram para Neuhaus, onde o grupo se separou. Em 21 de maio, Himmler, e dois ajudantes, foram detidos num posto de vigia formado por ex-prisioneiros de guerra soviéticos. Nos dois dias que se seguiram, passou por diversos campos acabando no 31.º Campo de Interrogatório de Civis britânico perto de Lüneburg, em 23 de maio.
O oficial de serviço, o capitão Thomas Selvester, começou o interrogatório de rotina. Himmler admitiu quem era, e Selvester mandou revistá-lo. Himmler foi levado para o quartel-general do 2.º Exército britânico em Lüneburg, onde o doutor Wells lhe efectuou um exame médico. Wells tentou examinar o conteúdo da boca de Himmler, mas este não o queria fazer e afastou-se. Himmler mordeu, então, uma cápsula de cianeto e caiu no chão; passados 15 minutos estava morto. Pouco depois, o corpo de Himmler foi enterrado num local não identificado perto de Lüneburg. O local da sua sepultura continua desconhecido.

## Misticismo e simbolismo
Himmler começou a interessar-se pelo misticismo e ocultismo desde pequeno. Juntava este seu interesse à sua filosofia racista, procurando evidências para a superioridade racial ariana e nórdica desde tempos idos. Promoveu um culto de adoração ancestral, particularmente entre membros das SS, como meio de manter a raça pura e fornecer imortalidade à nação.

Os raios estilizados das insígnia das SS eram baseados nas runas Armanen de Guido von List

 Concebendo as SS como uma "ordem" no contexto dos cavaleiros teutónicos, deixou-as apropriarem-se da Igreja da Ordem Teutónica de Vienna em 1939. Himmler começou o processo de substituição do Cristianismo por um novo código moral que rejeitava o humanitarismo e disputava o conceito de casamento cristão. A Ahnenerbe, uma sociedade de investigação criada por Himmler em 1935, conduziu uma pesquisa por todo o globo com objectivo de encontrar provas da superioridade e origens ancestrais da raça germânica.
Todos os privilégios e uniformes da Alemanha Nazi, em particular aqueles das SS, incorporavam simbolismos na sua composição. Os raios estilizados do símbolo das SS foi escolhido em 1932. O símbolo é um par de runas de um conjunto de 18 runas Armanen criadas por Guido von List em 1906. A antiga runa Sowilō simbolizava o sol, mas foi redesignada como "Sig" (vitória) na iconografia de List. Himmler modificou vários símbolos existentes para dar ênfase ao elitismo e papel fulcral das SS; as tradicionais cerimónias de baptismo e casamento foram substituídas por outras das SS; para além da cerimónia cristã do funeral, tinha lugar uma cerimónia paralela das SS; e foi instituída uma celebração especial do solstício de Verão e Inverno das SS. O símbolo da Totenkopf (caveira), usado pelas unidades militares alemãs por centenas de anos, foi escolhida para as SS por Schreck. Himmler deu especial importância aos anéis da caveira; nunca deveriam ser vendidos, e deviam ser devolvidos a ele após a morte do seu proprietário. Ele interpretava o símbolo como solidariedade à causa e um compromisso com a morte.

## Relação com Hitler
Inicialmente como segundo comandante das SS e depois como Reichsführer-SS, Himmler tinha contacto regular com Hitler ao providenciar os seus guarda-costas; Himmler não estava envolvido nas decisões políticas do Partido Nazi nos anos que antecederam a chegada ao poder dos nazis. A partir do final da década de 1930, as SS ficaram independentes do controlo de outras agências ou departamentos governamentais, e ele apenas respondia perante Hitler.
O estilo de liderança de Hitler baseava-se em dar ordens contraditórias aos seus subordinados e colocá-los em posições onde as suas funções e responsabilidades se sobrepunham às dos outros. Desta forma, Hitler fomentava a desconfiança, a competição, e as lutas internas entre os seus subordinados de maneira a consolidar e maximizar o seu próprio poder. O seu gabinete nunca mais se reuniu depois de 1938, e desencorajava os seus ministros a reunirem-se por sua iniciativa. Hitler não punha as suas ordens por escrito, antes transmitindo-as verbalmente em reuniões ou em conversas telefónicas; também se apoiava em Bormann para comunicar as suas instruções. Bormann usava a sua posição próxima do Führer para controlar o fluxo de informação e ter acesso a Hitler, ganhando, desta forma, inimigos, incluindo Himmler.
Hitler promovia e punha em prática o Führerprinzip. Este princípio exigia obediência absoluta de todos os subordinados aos seus superiores; Hitler via a estrutura do seu governo como uma pirâmide, com ele próprio — o líder infalível — no topo. Assim, Himmler colocava-se a ele próprio numa posição ds subserviência em relação a Hitler, era-lhe obediente de forma incondicional. No entanto, ele — tal como outros oficiais nazis de topo — tinha a ambição de um dia suceder a Hitler como líder do Reich. Himmler considerava Speer um rival particularmente perigoso, tanto na administração do Reich como potencial sucessor de Hitler. Speer recusou a proposta de Himmler de ter o posto de SS-Oberst-Gruppenführer (a segunda hierarquia mais alta das SS), pois sabia que, ao aceitá-la, ficava a dever um favor a Himmler, e, em simultâneo, Himmler passaria a ter uma palavra na produção do armamento.
Hitler designava os interesses míticos e pseudo-religiosos de Himmler um "absurdo". Himmler não fazia parte do círculo intimo de Hitler; os dois homens não eram muito próximos, e raramente se relacionavam socialmente. Himmler socializava com outros membros das SS. A sua lealdade incondicional e o seu esforço para agradar a Hitler, fê-lo ter a alcunha de der treue Heinrich ("o leal Heinrich"). Nos últimos dias da guerra, quando se tornou claro que Hitler planeava morrer em Berlim, Himmler deixou o seu superior de longa data para se tentar salvar.

## Casamento e família

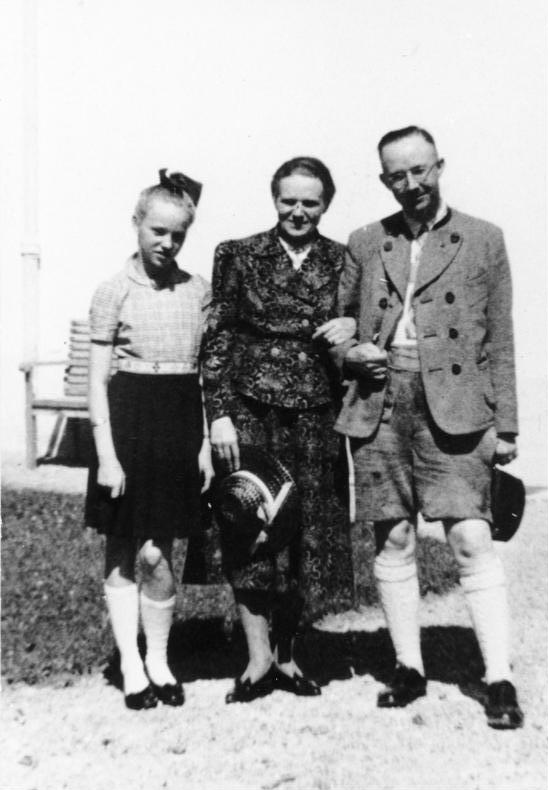
Himmler com a sua esposa Margarete e a filha Gudrun

Himmler conheceu a sua esposa, Margarete Boden, em 1927. Sete anos mais velha que Himmler, exercia a profissão de enfermeira, também partilhava do seu interesse por medicina à base de ervas e homeopatia, e era proprietária de uma pequena clínica privada. Casaram-se em julho de 1928, e a sua única filha, Gudrun, nasceu em 8 de agosto de 1929. O casal também tinha adoptado um rapaz de nome Gerhard von Ahe, filho de um oficial das SS que tinha morrido antes da guerra. Margarete vendeu a sua parte da clínica e utilizou o dinheiro para comprar uma parcela de terreno em Waldtrudering, perto de Munique, onde construíram uma casa pré-fabricada. Como Himmler estava sempre longe de casa a tratar de assuntos do parti, a sua mulher fazia os possíveis — quase sempre sem sucesso — criar gado para vender. Também tinham um cão chamado Töhle. Depois de os nazis ascenderem ao poder, a família mudou-se para Möhlstrasse, em Munique, e em 1934 para o Lago Tegern, onde compraram uma casa. Mais tarde, Himmler conseguiu obter uma casa grande no subúrbio de Dahlem em Berlim, sem qualquer despesa, como residência oficial. O casal pouco tempo estava junto pois Himmler tornou-se totalmente dedicado ao trabalho. A sua relação era tensa. O casal juntava-se para situações sociais; eram convidados frequentes em casa de Heydrich. Margarete via como sua obrigação convidar as esposas dos oficiais superiores das SS para um café ou um chá às quarta-feiras à tarde.
Hedwig Potthast, a secretária de Himmler em 1936, tornou-se na sua amante em 1939. Em 1941, abandonaria o trabalho. Himmler tratou de lhe arranjar uma casa, primeiro em Mecklenburg e, mais tarde, em Berchtesgaden. Foi pai de duas crianças com Hedwig: um rapaz, Helge (nascido em 15 de fevereiro de 1942) e uma rapariga, Nanette Dorothea (nascida em 20 de julho de 1944 em Berchtesgaden). Margarete, então a viver em Gmund com a sua filha, soube da relação do seu marido em 1941; de imediato separaram-se, mas decidiu tolerar o seu relacionamento com ele por causa da sua filha. Trabalhando como enfermeira na Cruz Vermelha Alemã durante a guerra, Margarete foi nomeada supervisora no Distrito Militar III (Berlim-Brandenburgo). Himmler tinha bastante proximidade com a sua filha Gudrun, a quem chamava de Püppi ("boneca"); telefonava-lhe todos os dias e visitava-a sempre que podia.
Os diários de Margarete revelam que Gerhard tinha de sair do Instituto Nacional de Educação Político de Berlim por causa dos maus resultados. Com 16 anos de idade entrou para as SS em Brno, e pouco depois "esteve em batalhas". Foi capturado pelos russos, mas regressou, mais tarde, à Alemanha e viveu na região Norte do país.
Hedwig e Margarete mantiveram-se fiéis a Himmler. Numa carta escrita a Gebhard em fevereiro de 1945, Margarete diz: "Quão fantástico é o facto de ele ter sido chamado para desempenar tarefas tão importantes e iguais a ele. Toda a Alemanha está de olhos postos nele". Hedwig expressou sentimentos semelhantes numa carta a Himmler em Janeiro. Margarete e Gudrun deixaram Gmund quando as tropas Aliadas se aproximaram da zona. Foram detidas por tropas americanas em Bolzano, Itália, e passaram por vários campos de internamento em Itália, França e Alemanha. Foram levadas para Nuremberga para testemunharem nos julgamentos, e foram libertadas em novembro de 1946. Gudrun queixou-se da má experiência que viveu por alegados maus tratos, e manteve-se devota à memória do seu pai.

## Análise histórica

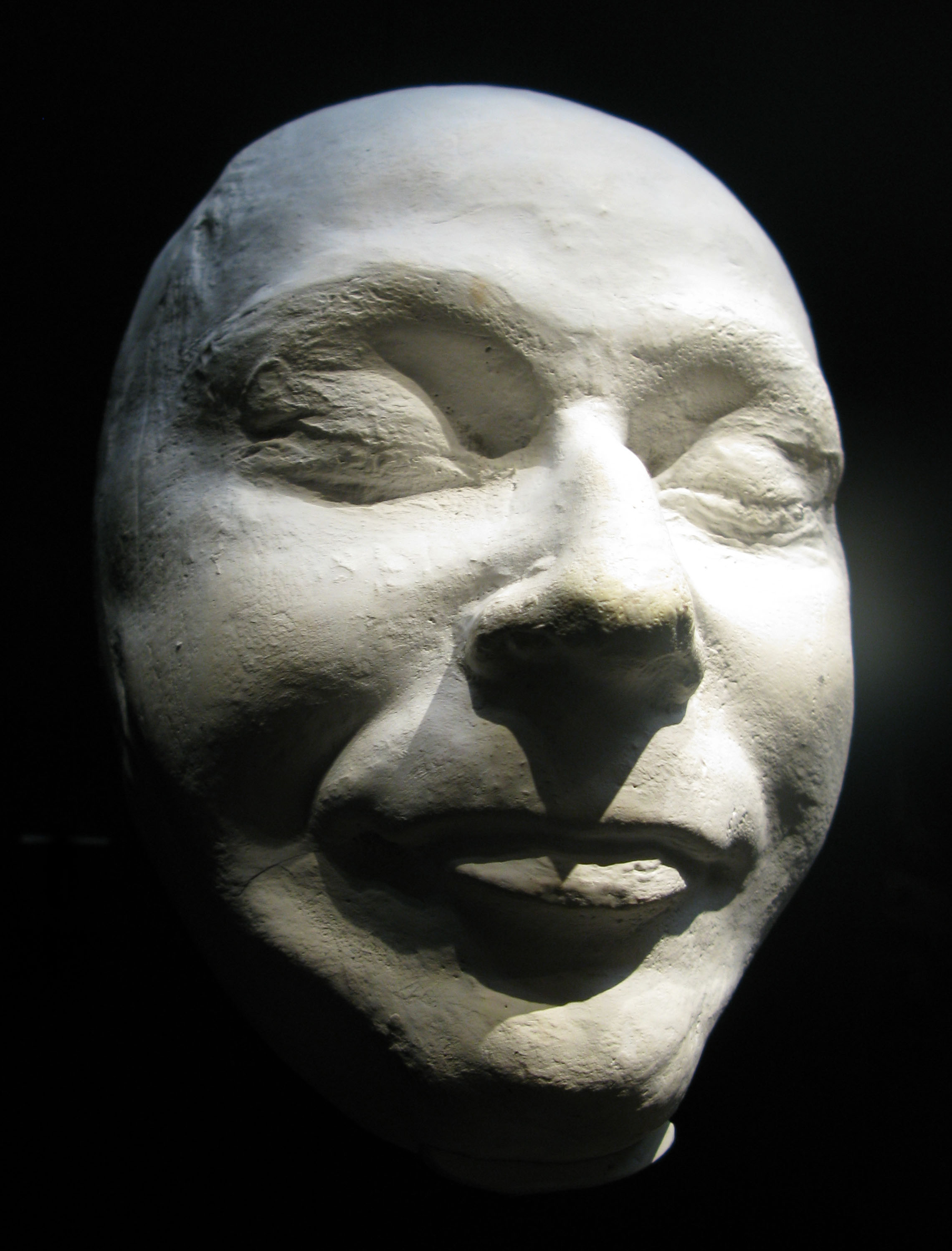
Máscara mortuária de Himmler em exibição no Imperial War Museum em Londres

Albert Speer disse que, apesar de Himmler parecer pedante e insignificante numa primeira impressão, era um bom decisor, tinha capacidade para seleccionar pessoal altamente competente, e integrou, com sucesso, as SS em todos os aspectos do dia-a-dia. O historiador Peter Longerich observa que a capacidade de Himmler de consolidar os seus crescentes poderes e responsabilidade num sistema coerente sob os auspícios das SS, levaram-no a tornar-se um dos homens mais poderosos do Terceiro Reich.
O historiador Wolfgang Sauer refere que "embora fosse pedante, dogmático e aborrecido, Himmler surgiu atrás de Hitler como o membro nazi com mais poder. A sua força tinha por base uma combinação de perspicácia incomum, ambição ardente, e lealdade incondicional para com Hitler". Peter Padfield acha que "Himmler ... surgia como o homem mais poderoso a seguir a Hitler. É impossível afirmar se o era na prática, e não faz o menor sentido questionar, pois ele nunca estava preparado para usar o seu poder directamente para mudar o rumo dos acontecimentos ...".
O historiador John Toland descreve uma história contada por  Günter Syrup, um subalterno de Heydrich. Heydrich mostrou-lhe uma fotografia de Himmler e disse: "A parte de cima é um professor, mas a de baixo é de um sádico." Adrian Weale comenta que Himmler e as SS seguiam as políticas de Hitler, sem as questionar ou sem qualquer consideração ética. Himmler aceitava Hitler e a ideologia nazi, e via as SS como uma ordem teutónica de cavalaria de novos alemães. Himmler adoptou a doutrina de Auftragstaktik ("comando de missão"), pela qual as ordens eram dadas como directivas abrangentes, com a autoridade delegada de cima para baixo, para os níveis apropriados, que os levassem a cabo de forma eficiente e a tempo. Weale refere que a ideologia das SS dava aos homens um rede de trabalho doutrinal, e as tácticas do comando de missão permitiam que os oficiais subalternos tivessem margem de manobra para agir com iniciativa própria para obter os resultados desejados.
De acordo com o relatório do gabinete de guerra britânico editado em 2006, Winston Churchill defendia o assassinato de Himmler. Em resposta às tentativas de Himmler de abrir negociações de paz com os Aliados em 1945, através do conde Bernadotte, Churchill questionou se deveriam negociar com Himmler e "despachá-lo mais tarde". "Como todo o direito a fazê-lo", disse Churchill. Esta sugestão obteve algum sucesso junto do Home Office britânico.
Em 2008, a revista alemã Der Spiegel descreveu Himmler como um dos mais brutais assassinos da história, e arquitecto do Holocausto.

## Souvenir de guerra
Em 1939, Himmler adquiriu um jipe militar da Wanderer, modelo W11/1 de 65 cv, para ser utilizado nas inspecções que fazia em campos de concentração. Em 2014, este veículo estava avaliado em 400 mil libras esterlinas (R$ 1,5 milhões).

#### Online
- «How many Jews were murdered in the Holocaust? How do we know? Do we have their names?». Yad Vashem. Consultado em 1 de Julho de 2012. Cópia arquivada em 19 de Maio de 2008
- «Introduction to the Holocaust». ushmm.org. United States Holocaust Memorial Museum. Consultado em 1 de Julho de 2012
- «The Treatment of Soviet POWs: Starvation, Disease, and Shootings, June 1941– January 1942». ushmm.org. United States Holocaust Memorial Museum. Consultado em 9 de Junho de 2012
- Doward, Jamie (1 de Janeiro de 2006). «Hitler must die without trial – Churchill». The Guardian Online. London: The Observer. ISSN 0261-3077. OCLC 60623878. Consultado em 21 de Junho de 2012
- Himmler, Heinrich (6 de Outubro de 1943). «Heinrich Himmler's Speech at Poznan (Posen)». Holocaust History Project. Consultado em 5 de Junho de 2012. Arquivado do original em 7 de maio de 2012
- Himmler, Heinrich (6 de Outubro de 1943). «The Complete Text of the Poznan Speech». Holocaust History Project. Consultado em 5 de Junho de 2012. Arquivado do original em 15 de abril de 2004
- Lisciotto, Carmelo (2007). «SS & Other Nazi Leaders». Holocaust Research Project. Consultado em 20 de Junho de 2012
- Longerich, Heinz Peter (2003). «15. Hitler and the Mass Shootings of Jews During the War Against Russia». Hitler's Role in the Persecution of the Jews by the Nazi Regime. Atlanta: Emory University. Consultado em 31 de Julho de 2013. Cópia arquivada em 22 de Julho de 2012
- Longerich, Heinz Peter (2003). «17. Radicalisation of the Persecution of the Jews by Hitler at the Turn of the Year 1941–1942». Hitler's Role in the Persecution of the Jews by the Nazi Regime. Atlanta: Emory University. Consultado em 31 de Julho de 2013. Cópia arquivada em 9 de Julho de 2009
- van Roekel, Evertjan (2010). «Nederlandse SS'ers en de Holocaust» [Dutch SS and the Holocaust]. Historisch Nieuwsblad (em neerlandês). Consultado em 28 de Agosto de 2014
- Sauer, Wolfgang. «Heinrich Himmler». grolier.com. Consultado em 21 de Junho de 2012. Arquivado do original em 11 de dezembro de 1997
- Sereny, Gitta (novembro de 1999). «Stolen Children». Jewish Virtual Library. Talk. Consultado em 1 de Julho de 2012
- Staff (24 de Maio de 1945). «Heinrich Himmler Kills Himself in British Prison». Bend Bulletin. Consultado em 17 de Março de 2014
- Staff (2 de Dezembro de 2010). «Shadowy Nazi support group still honours daughter of SS head». sify.com. Sify News. Consultado em 1 de julho de 2012
- The Waffen-SS. Gladiators of World War II. World Media Rights. Consultado em 31 de Maio de 2015
- Von Wiegrefe, Klaus (11 de Março de 2008). «Das Dunkle im Menschen» [The Darkness in Man]. Hamburg: SpiegelNet GmbH. Der Spiegel (45). Consultado em 21 de Junho de 2012